# Calhypnorna pulchella
Calhypnorna pulchella är en kackerlacksart som beskrevs av Henri de Saussure och Leo Zehntner 1893. Calhypnorna pulchella ingår i släktet Calhypnorna och familjen småkackerlackor.
Artens utbredningsområde är Panama. Inga underarter finns listade.